# Ibufenac
Ibufenac (chiamato anche acido 4-isobutilfenilacetico) è una molecola appartenente alla classe dei farmaci antinfiammatori non steroidei (FANS). La sostanza ha una struttura cristallina e risulta poco solubile in acqua. Si scioglie invece con facilità in molti solventi organici. La molecola deriva dall'acido acetico ed è dotata di proprietà antinfiammatorie, antipiretiche ed analgesiche. Fu studiato e sviluppato negli anni 60 come sostituto dell'aspirina per il trattamento dell'artrite reumatoide. A dosaggi pari a circa la metà dell'acido acetilosalicilico risultava parimenti efficace e meglio tollerato, in particolare determinava una significativa riduzione delle perdite fecali di sangue e di emorragie gastrointestinali occulte. Il farmaco venne venduto in molti paesi con il nome commerciale di Dytransin, nella forma farmaceutica di capsule contenenti 250 mg di principio attivo.

## Farmacodinamica
Il meccanismo d'azione di ibufenac è da mettere in relazione con le sue proprietà inibitorie della biosintesi delle prostaglandine. Il farmaco ha mostrato negli studi sperimentali attività antinfiammatoria dose dipendente.

## Farmacocinetica
Dopo somministrazione orale ibufenac viene assorbito dal tratto gastrointestinale. La concentrazione plasmatica massima (Cmax) viene raggiunta entro 2-4 ore dalla assunzione di una singola dose. I livelli del farmaco permangono dosabili nel sangue per oltre otto ore. L'eliminazione avviene prevalentemente per via urinaria, sotto forma di due metaboliti principali, ed in minima quantità in forma immodificata.

## Tossicità
La DL 50 per via orale nel topo è pari a 1.8 g/kg.

## Usi clinici
Ibufenac viene utilizzato nella terapia della artrosi, dell'artrite reumatoide e della spondilite anchilosante.
In particolare i trial clinici eseguiti in soggetti affetti da artrite reumatoide dimostravano che dopo un adeguato periodo di trattamento (da un mese a un anno) i pazienti miglioravano notevolmente nella rigidità mattutina e nel tempo di cammino, aumentando in modo significativo la loro forza nella presa, incrementando anche di peso. A livello di esami di laboratorio la VES (velocità di eritrosedimentazione), parametro infiammatorio, veniva a ridursi in modo rilevante.

## Effetti collaterali ed indesiderati
In corso di trattamento con ibufenac gli effetti avversi più spesso segnalati sono: cefalea, nausea, vomito, vertigini, secchezza delle fauci, gastrite, diarrea, dispepsia, dolore addominale.

L'effetto avverso più grave è legato alla epatotossicità della molecola che in alcuni pazienti può determinare ittero, rialzo delle transaminasi, sia della ALT che della AST, ed epatite.

## Dosi terapeutiche
Nel soggetto adulto il dosaggio consigliato è pari a 500 mg, quattro volte al giorno. In caso di scarso controllo della sintomatologia la dose può essere elevata fino a 750 mg, quattro volte al giorno.